# امزدتن
شهر امزدتن Emsdetten در ایالت نوردراین-وستفالن در کشور آلمان واقع شده است.